# The Crowned Clown
 (novembre 2021).
The Crowned Clown (hangeul : 왕이 된 남자 ; hanja : 王이 된 男子 ; litt. « l'homme qui devient roi ») est une série télévisée sud-coréenne de 2019 mettant en vedette Yeo Jin-goo, Kim Sang-kyung et Lee Se-young. Remake du film Masquerade de 2012, la série se concentre sur l'histoire du roi Joseon et de son sosie, qu'il met, en désespoir de cause, à sa place sur le trône pour échapper aux intenses luttes de pouvoir ainsi qu'aux tentatives d'assassinat.
Il a été diffusé du 7 janvier au 4 mars 2019 sur TVN.

## Synopsis
L'histoire se déroule pendant la période Joseon, où les bouleversements et les luttes de pouvoir autour du trône ont atteint des niveaux extrêmement dévastateurs. Afin d'échapper à ceux qui prévoient de l'assassiner avec l'aide de son secrétaire, le roi met sur le trône un clown qui lui ressemble exactement. Alors que le clown s'installe dans son rôle, il déjoue les attaques tout en se rapprochant de la reine. Il fait tout pour être un bon souverain.

## Distribution

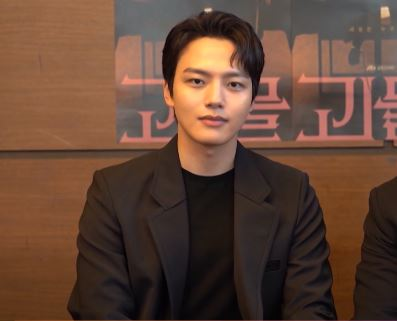
Yeo Jin-goo en 2021.

- Yeo Jin-goo : Ha-seon, le clown / Yi Heon, le roi[1]
- Kim Sang-kyung : Yi Kyu (alias Haksan), le secrétaire royal en chef
- Lee Se-young : Yoo So-woon, la reine
- Jang Gwang : Eunuch Jo
- Yoon Jong-suk : officier Jang Moo-young
- Shin Soo-yeon : Dal-rae, sœur de Ha-seon
- Yoon Kyung-ho : Kap-soo, patron de la troupe de Ha-seon
- Oh Ha-nee : Ae-young, assistante de la cour
- Kim Soo-jin : Lady Park
- Kwon Hae-hyo : Shin Chi-soo, le conseiller d'État
- Jang Young-nam : la reine douairière
- Lee Moo-saeng : le prince Jin-pyung
- Min Ji-ah : Lady Kim
- Choi Kyu-jin : Shin Yi-kyeom, le fils de Shin Chi-soo. Il agresse sexuellement Dal rae, la sœur de Ha seon.
- Seo Yoon-ah : Seon Hwa-dang, la nièce de Shin Chi-soo et aussi l'épouse préférée du roi Yi Heon.
- Lee Mi-eun : Lady Jang
- Park Si-eun : Choi Kye-hwan, une assistante de cour de 15 ans empoisonné lors du dîner royal
- Lee Yoon-gun : Yoo Ho-joon, le père de So-woon
- Jang Sung-wait : Jung Saeng, un moine bouddhiste

## Production
La première lecture de scénario a eu lieu le 8 octobre 2018 à Sangam-dong (Séoul, Corée du Sud).